# Карта москвича

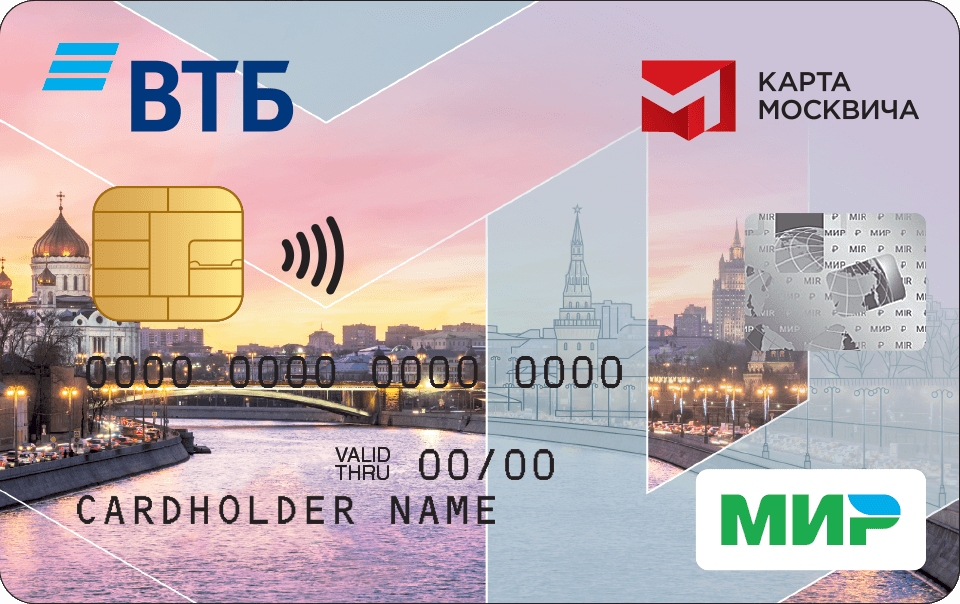
Образец карты москвича, 2018 год (лицевая сторона)

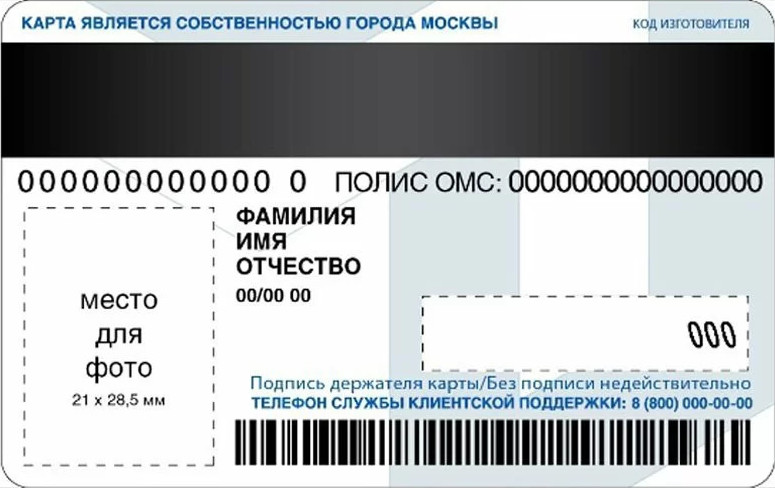
Образец карты москвича, 2018 год (обратная сторона)

Карта москвича — социальный проект города Москвы, основанный на многофункциональной именной пластиковой карте.
Карта содержит транспортное, банковское (если карта была заказана до 15 марта 2022 года), медицинское и идентификационное приложения. Она также даёт право на получение скидок при оплате товаров и услуг. Карту москвича по желанию могут оформить как граждане, имеющие право на меры социальной поддержки, так и некоторые другие категории населения города Москвы. До 2018 года проект носил название «Социальная карта москвича».

## История проекта
Проект реализации программы «Карта москвича» был принят на заседании Правительства Москвы 3 ноября 1998 года.
Пилотный проект был запущен в сентябре 2001 года под руководством возглавлявшего в то время Московский Метрополитен Дмитрия Гаева.
С 2001 по 2018 год проект существовал под названием «Социальная карта москвича». «Социальная карта москвича» была разработана в рамках одноимённого проекта, который начался с эксперимента в 2001 году.
В первых картах, выпущенных в 2001 году, машинно-читаемая информация была записана на магнитную полосу. C 2014 года вместо них стали выпускаться cмарт-карты, оснащённые технологией бесконтактных платежей MasterCard PayPass. В картах, выпускающихся с 2017 года по весну 2022 года, вместо MasterCard PayPass используется платёжная система «Мир». Планируется, что карты старого образца, на которые зачисляются социальные выплаты, будут заменены на новые в срок не позднее 1 июля 2020 года.
В 2017 году московские власти заявляли планы по сворачиванию проекта, но, по состоянию на май 2021 года он продолжает существовать в прежнем масштабе.
Существовало несколько дизайнов социальной карты, которые позволяли визуально определить категорию держателя. В августе 2018 года был проведён ребрендинг: карты для всех категорий держателей начали выпускаться под брендом «Карта москвича» с единым новым дизайном.

## Категории держателей
Право на получение карты москвича имеют следующие категории граждан, которые зарегистрированы постоянно в г. Москве:
- Пенсионеры;
- Студенты;
- Учащиеся школ и колледжей;
- Беременные женщины;
- Инвалиды;
- Граждане предпенсионного возраста;
- Ветераны и военнослужащие;
- Дети и оба родителя из многодетной семьи[14];
- Сотрудники правоохранительных органов;
- Дети-сироты и дети, оставшиеся без попечения родителей;
- Опекуны или попечители детей-сирот или детей, оставшихся без попечения родителей, приемные родители, патронатные воспитатели;
- Дети-инвалиды;
- Члены семей погибших или умерших инвалидов войны, ветеранов боевых действий, погибших военнослужащих, получающие пенсию по случаю потери кормильца;
- Получающие денежные выплаты или бесплатно продукты детского питания;
- Получатели субсидий на оплату жилого помещения и коммунальных услуг;
- Граждане, награжденные нагрудными знаками «Почётный донор СССР», «Почётный донор России» и «Почётный донор Москвы».

Студенты бакалавриата, магистратуры, ординатуры, аспирантуры, ассистенты-стажёры и учащиеся школ и колледжей также могут оформить карту москвича при отсутствии постоянной регистрации в Москве, если их образовательное учреждение осуществляет образовательную деятельность на территории Москвы.

## Получение карты москвича
Граждане, имеющие право на получение карты москвича, могут оформить и получить её в любом центре «Мои документы» на территории Москвы. Учащиеся муниципальных школ и колледжей, а также студенты, аспиранты, ординаторы и ассистенты-стажёры, являющиеся гражданами РФ, могут оформить заявку на получение карты москвича на портале mos.ru.
Выдача всех карт, оформленных через портал mos.ru и центры «Мои документы», осуществляется в выбранном центре «Мои документы», кроме карт москвича, оформленных учащимися муниципальных школ, — такие карты выдаются по месту обучения.
С 1 декабря 2022 года карта выдаётся только через сайт mos.ru.

## Приложения и функции карты
Карта действует 5 лет. Для некоторых категорий держателей возможен автоматический перевыпуск Карты при истечении срока действия предыдущей.
Карта москвича с чипом российского производства имеет срок действия 7 лет.

### Транспортное приложение
Карта москвича обеспечивает возможность:
- Бесплатного проезда в общественном транспорте Москвы (кроме такси и речного электротранспорта), пригородных поездах, а также в наземном транспорте Московской области и поездах Аэроэкспресс, для лиц, имеющих соответствующее право в рамках нормативно правовых актов города Москвы и Российской федерации[19];

- Льготного проезда в общественном транспорте Москвы и пригородных поездах для учащихся, студентов, ординаторов, аспирантов[19];

- Платного проезда с использованием транспортного приложения «Тройка» для иных категорий держателей Карты москвича.

При проезде в общественном транспорте города Москвы карты с бесплатным и льготным проездом (на оплаченный период времени или количество поездок) имеют следующее ограничение: 7-минутная временная задержка на повторный проход в метро, Монорельсовой транспортной системе и наземном транспорте (кроме карт инвалидов I группы и детей с инвалидностью).
За 2019 год обладатели карты совершили около 1.3 млрд. поездок на городском общественном транспорте.

### Дисконтная программа
Карта москвича позволяет получать скидки на товары и услуги в организациях-партнёрах дисконтной программы. Размер скидки зависит от предприятия-партнёра и категории держателя. Чтобы получить скидку, нужно предъявить карту на кассе для визуальной проверки или считывания штрих-кода.

### Доступ к мерам социальной поддержки
Карта москвича может использоваться как льготный идентификатор пользователя в ряде заведений городской инфраструктуры. Так карта москвича позволяет учащимся бесплатно посетить 90 музеев и выставочных залов в г. Москвы в рамках проекта «Музеи — детям», но не более двух проходов по одной карте в каждом заведении. Карта москвича также может использоваться для получения льготных билетов на катках «Цветок» и «Ракета» и в павильоне «Космос» на ВДНХ, на карте в парке Горького, в «Московском зоопарке» и в парке «Зарядье». Размер скидки по льготному билету зависит от категории держателя.

### Полис ОМС
С помощью терминалов Единой медицинской информационно-аналитической системы (ЕМИАС) карту москвича можно использовать для записи к врачу в медучреждениях Москвы, работающих в системе обязательного медицинского страхования (ОМС). Пользоваться картой в терминалах ЕМИАС можно в том случае, если при оформлении карты был указан номер полиса ОМС, относящийся к г. Москва.

### Проход и питание в школе
Карту москвича можно оформить как идентификатор в системе «Проход и питание». Эта система даёт возможность:
- Проверять все проходы в школу и покупки;
- Удобно и быстро пополнять лицевой счёт ребёнка для оплаты питания;
- Устанавливать лимит ежедневных трат по карте или запрет на покупку определённых видов продукции;
- Составлять гибкий индивидуальный график комплексного горячего питания в школе (при условии, что школа использует схему абонементного плана питания).

Подключить свою карту может как сам ребёнок, так и один из его родителей. Для подключения Карты к системе «Проход и питание» необходимо обратиться к ответственному работнику в образовательном учреждении.

### Банковское приложение
Банковское приложение на Карте москвича позволяет пользоваться ей как полноценной банковской картой, то есть оплачивать покупки, осуществлять и принимать переводы. Обслуживанием банковского приложения на карте занимаются банки-соэмитенты, все банковские операции проводятся согласно тарифам банка. Все Карты москвича, за исключением Карт москвича для учащихся, выпускаются с уже активным банковским приложением. Чтобы активировать банковское приложение на Карте москвича для учащихся, необходимо написать соответствующее заявление в банке, выпустившем карту, предъявив также паспорт и саму Карту москвича. Если держателю карты меньше 14 лет, то заявление могут написать его законные представители, с 14 до 18 лет заявление может написать как сам держатель, так и его родители, но только в присутствии держателя.
С весны 2022 года карты выпускаются без банковского приложения.

## Неправомерное использование карты
Социальная карта москвича — именная. Как правило, воспользоваться ей может только её владелец. Единственное исключение: с инвалидами I группы и детьми с инвалидностью также могут бесплатно проехать их сопровождающие.
1 ноября 2013 года мэр Москвы Сергей Собянин предложил квалифицировать по уголовной статье о мошенничестве неправомерное использование чужой социальной карты москвича для проезда в общественном транспорте. Вице-мэр Максим Ликсутов предложил контролёрам фотографировать пассажиров, замеченных в пользовании чужой социальной картой и не оплачивающих свой проезд, с последующей публикацией фото на сайте Департамента транспорта Правительства Москвы. Обе идеи встретили возражения юристов, экспертов и журналистов.

## Защищённость персональных данных
СКМ являются RFID-картами стандарта Mifare Classic 1K или 4K. В 2008 году исследователями был восстановлен проприетарный алгоритм шифрования Crypto-1, использованный в этом стандарте, и обнаружен ряд аппаратных уязвимостей. В картах 4K записаны паспортные данные владельца карты и одна из атак позволяет получить к ним доступ за несколько минут.

## Москвёнок
Москвёнок — карта для юных москвичей для входа в школу и оплаты питания в школьной столовой. Родители могут контролировать траты по карте.

## Альтернатива
Предполагалось, что с 2013 года будет происходить замена СКМ и других региональных социальных карт в России на карту единого типа: универсальную электронную карту (УЭК), однако выдача УЭК была прекращена с 1 января 2017 года. Социальные карты москвича продолжают выпускаться: в 2018 году эти карты были у 4,8 миллиона жителей Москвы.